# M87-es autóút (Magyarország)

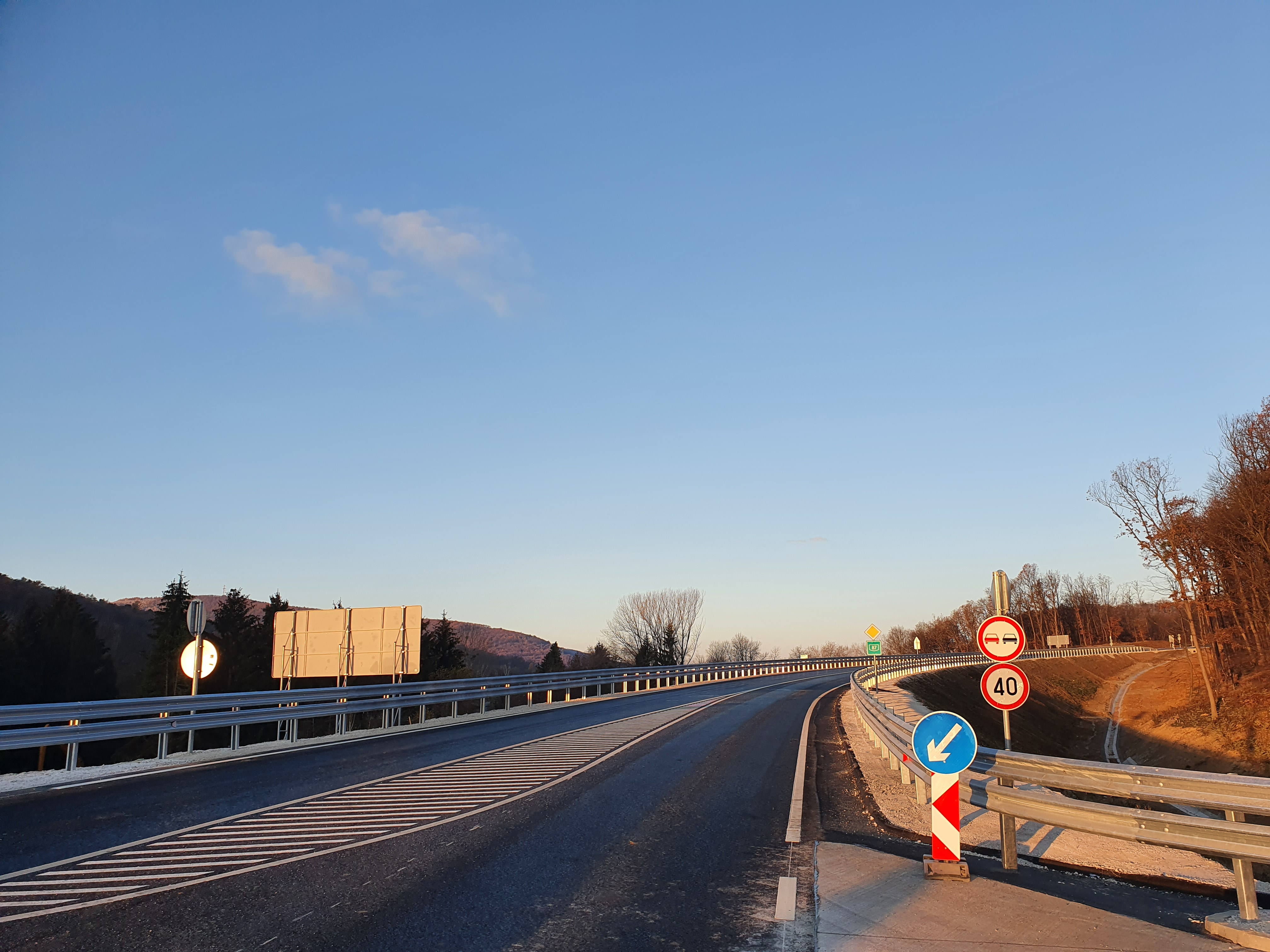
Távlati M87 határmetszése, jelenleg 87-es főút

Az M87-es egy tervezett autóút, az M86 – Szombathely – Kőszeg útvonalon haladna. Célja a Nyugat-Dunántúl és Burgenland/Bécs térségi kapcsolat erősítése, közvetlen Szombathely és Bécs összeköttetés megteremtése Kőszeg érintésével.

## Története
Az M87-es nyomvonalelőzménye az osztrák oldalon Kismarton – Felsőpulya - B50-es főútig elkészült S31-es (Burgenland Schnellstraße) autóút Kőszegig való meghosszabbításának terve. 2003-ig a 87-es főút rekonstrukciója településeket elkerülő szakaszokkal volt tervezve, melyet az Országos Területrendezési Terv (2003. évi XXVI. Tv.) 2008-as módosítása emelt gyorsforgalmi út kategóriába. Előzetes nyomvonaltervvel és környezetvédelmi vizsgálattal már rendelkezik az út. Korábban a határ metszése Ólmod térségében volt tervezve. Az osztrák és magyar oldalon tervezett útépítés elleni lakossági tiltakozások miatt azonban úgy döntöttek, hogy Kőszegnél lesz a határátlépés. Pontosítás képpen a Kőszeg városát elkerülő 87. számú kiemelt főút (távlati 2 × 2 sávos M87 gyorforgalmi út) nyomvonal az 1222/2011. (VI.29.) Kormányhatározat szerint a Guba-hegyi 8627. számú összekötő (Kőszeg-Fertőszentmiklós) úti csomóponttól a város keleti oldalán húzódó a régi nyomsáv (25 méter széles állami tulajdonban lévő közlekedési sáv volt a 60-90 évek között a határsáv kerítésének helye) nyomvonalán érné el csatlakozva az építés alatt álló B61a jelű főút (távlati S 31 autóút) nyomvonalához. A tervezett új főúti (távlati gyorsforgalmi úti) határmetszés helye a Kőszeg-Répcekethely (Mannersdorf) településközi út (valaha ez az útszakasz a Bécs-Sopron-Kőszeg-Szombathely-Varasd-Zágráb 3. számú birodalmi postaút része volt) határmetszési pontjához közel lenne, így annak kiépítéséig látná el a mai 87. számú főúti határátkelő ezen szerepet.
2014. október 15-én Budapesten megállapodás született arról, hogy a Burgenland és Magyarország határmenti térségeinek 2014-2020. közötti fejlesztése között az egyik gyorsforgalmi út az S31-M87 összekötése lesz. 2016-ban a határmetszésről megegyezés született. 2017. július 17-én a B61-es főútig elkészült a gyorsforgalmi út déli szakasz 2 × 1 sávos főútként. 2018. májusától osztrákoldalon elindult az utolsó 1 km -es szakasz kivitelezése, magyar oldalon pedig a kisajátítások, és az érintett erdőterület letermelése. A 87. sz. főút Kőszeg (HU) - Rattersdorf (Rőtfalva AT) országhatár közötti szakasz kivitelezési munkáinak elvégzésére 2018. májusában közbeszerzést hirdettek, amely nyomvonal távlatban az M87-es gyorsforgalmi út határmetszése is lesz. 2019. június 28-án letették az új út magyar szakaszának alapkövét, majd 2020. november 26-án az elkészült új 625 m hosszú utat át is adták. A kapcsolódó beruházásokkal együtt a teljes átadást 2021. június 30-ig tervezik. A csatlakozó osztrák B61a jelű út már 2018-tól épül és 2019. decemberében el is készült.
A 2019-es tervek alapján az új út kialakítása két szakaszra bontható. Szombathely és Kőszeg között 14 km-es 2 × 2 sávos – fizikai elválasztással létesülhet amelynek északi végpontja a Kőszeg és Horvátzsidány közötti 8627 számú mellékút lesz. Ennek folytatása lesz az a 2 × 1 sávos, közel 5 kilométeres szakasz, mely Kőszeg városát elkerülve tovább vezet az épülő új határátmetszéshez. A tervezett útvonal 14 kilométerén teljesen elkerüli a két város közti kistelepüléseket. Szombathely és Kőszeg között 110 km/h tervezési sebességgel készül és az átjárást több felüljáróval oldják meg. A 2 × 1 sávos Kőszeget kerülő szakaszon 90 km/h sebességkorlátozás lesz, és szintbeli kereszteződések épülnek. Az elsődleges nyomvonalat már kijelölték, elkészült a tanulmányterv és a környezetvédelmi hatásvizsgálat is. Az építési engedélyek megszerzése 2021 tavaszán megtörtént a Szombathely elkerülő szakaszra és az év második felére várható a kőszegi szakaszra is. Az új út átadása leghamarabb 2025-ben esedékes.

## Szombathely északkeleti elkerülő szakasz  építése
2021. szeptember 28-án közbeszerzési eljárást hirdettek az M87-89. számú főút, Szombathely elkerülő szakasz I. ütemben való kivitelezésére, amely magába foglalja az M86 végcsomóponttól a Söptei útig tartó M87-es autóúti szakasz megépítését, a 89-es főút repülőtér felőli hiányzó szakaszának építését és a Puskás Tivadar utca északi kikötését a 87. sz. főútra egy vasúti felüljáróval együtt. 2022. februárjában bejelentették, hogy a szakasz kivitelezését a Strabag végezheti el nettó 36,7 milliárd forint értékben.

## Külső hivatkozások
- Nemzeti Infrastruktúra Fejlesztő Zrt.